# Alfred de Champeaux
Pour les articles homonymes, voir Champeaux.
Louis-Alfred de Champeaux dit Alfred de Champeaux est un historien de l'art français.

## Biographie
Né à Bourges le 30 avril 1833, Louis-Alfred de Champeaux fait d'abord des études au collège de Bourges. Il rejoint la ville de Paris vers 1852 d'abord à l'administration de la Ville de Paris au secrétariat du conseil municipal avant d'être attaché au service de la Section historique et à celui des Beaux-Arts avec le titre d'inspecteur,. Il résilia plus tard ses fonctions pour entrer en qualité de bibliothécaire à l'Union centrale des Arts décoratifs. Une cécité croissante finit par l'éloigner de ce nouveau poste.
Il est l'un des fondateurs du musée des Arts décoratifs et du musée Carnavalet.
Il est mort à son domicile à Paris le 26 juin 1903.